# Istar, variations symphoniques
Pour les articles homonymes, voir Istar (homonymie).

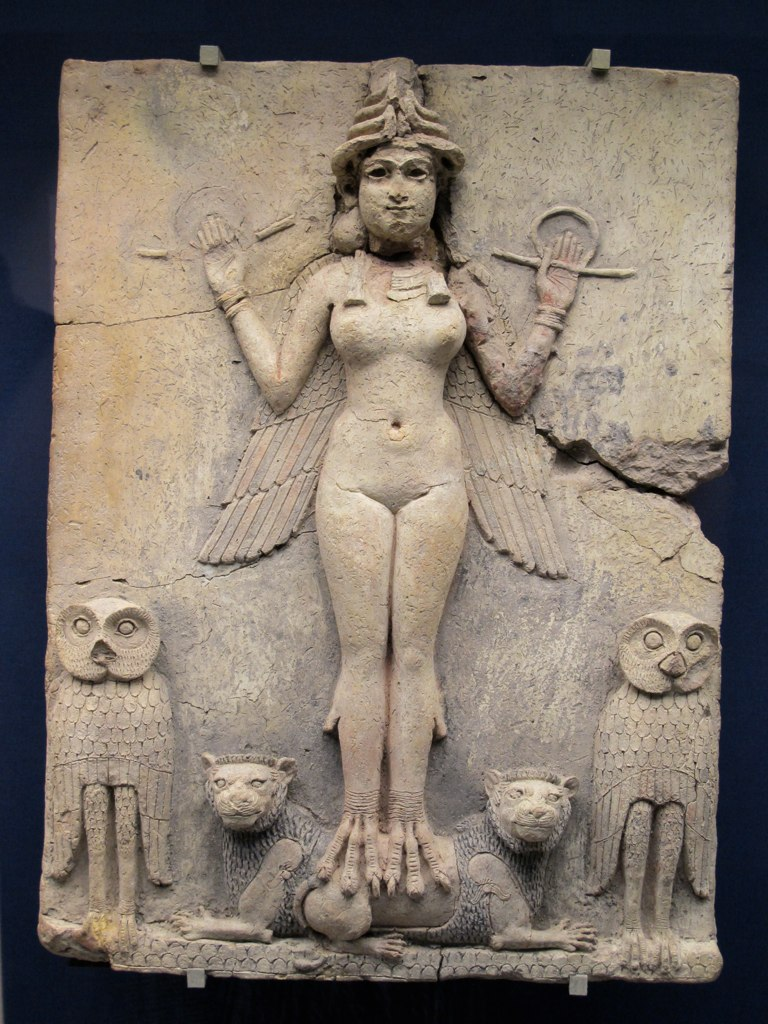
Plaque de terre cuite représentant un aspect d'Ishtar (1800-1750 av. J.-C.)

Istar, variations symphoniques, op. 42, est un poème symphonique de Vincent d'Indy. Composé en 1896 d'après le sixième cantique du poète assyrien Izdubar, il est créé à Bruxelles le 10 janvier 1897, à l'occasion de l'inauguration de la « Société des Concerts Ysaÿe » sous la direction d'Eugène Ysaye, dédicataire de l'œuvre.
Ces variations ont été reprises sous la forme d'un ballet en un acte, créé le 10 juillet 1924 à l'Opéra Garnier avec Ida Rubinstein et Serge Lifar, décors et costumes de Léon Bakst, dans une chorégraphie de Léo Staats. En 1941, Serge Lifar crée une nouvelle chorégraphie avec Yvette Chauviré à l'Opéra de Paris.

## Analyse de l'œuvre
Le poème retrace l'aventure d'Istar, déesse de l'Amour et de la Guerre qui descend aux Enfers pour sauver son amant. Il lui faut franchir les portes de sept murailles et se dépouiller, à chacune d'elles, d'un bijou ou d'un vêtement. Elle arrive nue au séjour des Eaux de la Vie, d'où elle ramènera son amant. L'œuvre est faite d'un thème et de variations, qui illustrent les différentes étapes du parcours d'Istar. Mais le compositeur a placé de manière inattendue le thème à la fin du poème symphonique, chaque variation gagnant en simplicité et en pureté, « soumis à des variations du composé au simple. Image sonore de la princesse Istar, il traduit son dénuement progressif symbolique à chacune des sept portes qui la séparent du séjour dans l'au-delà. Lorsque Istar rejoint son aimé dans la vie éternelle, enfin se dévoile le thème source qui inspira le compositeur ». Le triomphe d'Istar correspond donc au thème principal (flûte et piccolo solos) qui conclut l'œuvre.
D'Indy confiait à son ami Ropartz : « Je doute fort qu'un public quelconque comprenne la façon insolite dont mon morceau est bâti… Je crois cependant que ce ne sera pas embêtant à entendre, mais personne n'y comprendra rien (d'autant plus que ça s'appelle Istar, sans autre explication), mais moi, ça m'a énormément amusé à écrire ! »
Durée : environ 13 minutes

### Ouvrages généraux
- François-René Tranchefort, Guide de la Musique Symphonique, Paris, Fayard, coll. « Les indispensables de la musique », 1998 (1re éd. 1986), 896 p. (ISBN 2-213-01638-0), p. 374

### Monographies
- Élisabeth Pommiès, Vincent d'Indy, Biarritz, Séguier, coll. « Carré Musique », 2001, 196 p. (ISBN 2-84049-220-2)